# Беверлі Бейкер-Фляйц
Беверлі Бейкер-Фляйц (англ. Beverly Baker Fleitz; 13 березня 1930 — 29 квітня 2014) — колишня американська тенісистка.
Найвищу одиночну позицію світового рейтингу — 3 місце досягла 1954 1955 1958 року.
Перемагала на турнірах Великого шолома в парному розряді.

## Фінали турнірів Великого шолома

### Одиночний розряд: (1 поразка)
| Результат | Рік  | Турнір               | Покриття | Суперниця | Рахунок  |
| --------- | ---- | -------------------- | -------- | --------- | -------- |
| Поразка   | 1955 | Вімблдонський турнір | Трава    | Луїз Браф | 5–7, 6–8 |

### Парний розряд: (1–1)
| Результат | Рік  | Турнір                               | Покриття | Партнерка      | Суперниці                       | Рахунок         |
| --------- | ---- | ------------------------------------ | -------- | -------------- | ------------------------------- | --------------- |
| Перемога  | 1955 | Відкритий чемпіонат Франції з тенісу | Ґрунт    | Дарлін Гард    | Ширлі Брешер Патріша Ворд Гейлс | 7–5, 6–8, 13–11 |
| Поразка   | 1959 | Вімблдонський турнір                 | Трава    | Крістін Труман | Джінн Арт Дарлін Гард           | 6–2, 2–6, 3–6   |

## Інші фінали в одиночному розряді (38–13)
| Результат | Дата     | Турнір                                                                                        | Покриття | Суперниця              | Рахунок        |
| --------- | -------- | --------------------------------------------------------------------------------------------- | -------- | ---------------------- | -------------- |
| Програш   | Кві 1948 | Ojai Tennis Турнір Охай, Каліфорнія, США                                                      | Тверде   | Луїз Браф              | 2–6, 2–6       |
| Виграш    | Лип 1948 | Colorado State Championships Денвер, Колорадо, США                                            | Тверде   | Морін Конноллі         | 6–0, 6–3       |
| Виграш    | Лип 1948 | Pacific Northwest Sectional Championships Такома, Вашингтон, США                              | Unknown  | Морін Конноллі         | 6–2, 6–1       |
| Програш   | Вер 1948 | Pacific Southwest Championships Los Angeles Tennis Club, Лос-Анджелес, США                    | Тверде   | Луїз Броу              | 2–6, 3–6       |
| Програш   | Кві 1949 | Ojai Valley Tennis Турнір Охай, Каліфорнія, США                                               | Тверде   | Луїз Броу              | 1–6, 4–6       |
| Програш   | Чер 1950 | Hotel del Coronado Invitational Коронадо, Каліфорнія, США                                     | Тверде   | Морін Конноллі         | 2–6, 9–7, 2–6  |
| Програш   | Чер 1950 | Southern Sectional Championships Луїсфілл, Кентуккі, США                                      | Ґрунт    | Магда Рурак            | 6–8, 2–6       |
| Виграш    | Лип 1950 | Мастерс Цинциннаті Cincinnati Tennis Club Цинциннаті, Огайо, США                              | Ґрунт    | Маґда Береску Рурак    | 5–7, 6–3, 9–7  |
| Виграш    | Лип 1950 | Western Sectional Championships Індіанаполіс, Індіана, США                                    | Ґрунт    | Меліта Рамірес         | 6–1, 6–2       |
| Виграш    | Лип 1950 | Maidstone Club Invitational Іст-Гамптон, Нью-Йорк, США                                        | Трава    | Морін Конноллі         | 6–4, 9–7       |
| Програш   | Сер 1950 | Essex County Club Championships Манчестер-бай-те-Сі, Массачусетс, США                         | Трава    | Маргарет Осборн Дюпон  | 3–6, 0–6       |
| Виграш    | Січ 1951 | Dixie Championships Тампа, Флорида, США                                                       | Ґрунт    | Ширлі Фра              | 6–3, 6–4       |
| Виграш    | Січ 1951 | South Florida Championships Howard Park Вест-Палм-Біч, Флорида, США                           | Ґрунт    | Ширлі Фра              | 6–4, 6–4       |
| Програш   | Січ 1951 | Havana (Cuba) International                                                                   | Unknown  | Доріс Гарт             | 4–6, 6–8       |
| Програш   | Лют 1951 | U.S. Indoor National Championships Seventh Regiment Armory Нью-Йорк                           | Дерево   | Ненсі Чаффі            | 4–6, 4–6       |
| Виграш    | Лют 1951 | Бермудські Острови International Hamilton                                                     | Unknown  | Барбара Скофілд        | 9–7, 7–5       |
| Виграш    | Бер 1951 | Coral Beach Club Invitational Hamilton, Бермудські Острови                                    | Unknown  | Бетті Розенквест Пратт | 4–6, 6–4, 6–2  |
| Виграш    | Тра 1951 | Hurlingham (England) Hard Courts                                                              | Ґрунт    | Кей Такі               | 6–4, 5–7, 7–5  |
| Виграш    | Тра 1951 | Birmingham Classic Бірмінгем, Англія                                                          | Трава    | Ненсі Вінн-Болтон      | 4–6, 6–4, 6–2  |
| Програш   | Чер 1951 | Northern Championships Northern Lawn Tennis Club Манчестер, Англія                            | Трава    | Доріс Гарт             | 6–8, 3–6       |
| Виграш    | Чер 1951 | West of England Championships Bristol                                                         | Трава    | Беріл Ніколас-Бартлетт | 6–3, 6–3       |
| Програш   | Лип 1951 | Maidstone Club Invitational East Hampton, Нью-Йорк, США                                       | Трава    | Патрісія Каннінґ-Тодд  | 4–6, 1–6       |
| Програш   | Вер 1951 | Pacific Southwest Championships Los Angeles Tennis Club Лос-Анджелес, США                     | Тверде   | Морін Конноллі         | 7–9, 4–6       |
| Виграш    | Чер 1953 | Hotel del Coronado Invitational Coronado, Каліфорнія, США                                     | Тверде   | Дороті Чені            | 4–6, 8–6, 6–1  |
| Виграш    | Сер 1953 | Balboa Bay Club Invitational, Newport Beach, Каліфорнія, США                                  | Тверде   | Дороті Банді Cheney    | 6–4, 7–5       |
| Виграш    | Вер 1953 | Santa Monica City Турнір Santa Monica, Каліфорнія, США                                        | Тверде   | Дороті Банді Cheney    | 6–4, 6–4       |
| Виграш    | Тра 1954 | Southern California Sectional Championships Лос-Анджелес, США                                 | Тверде   | Луїз Броу              | 5–7, 6–4, 7–5  |
| Виграш    | Лип 1954 | Pennsylvania Lawn Tennis Championships Merion Cricket Club Haverford, Pennsylvania, США       | Трава    | Луїз Броу              | 6–4, 2–6, 8–6  |
| Виграш    | Гру 1954 | Connecticut Open La Jolla Beach and Tennis Club La Jolla, Каліфорнія, США                     | Тверде   | Barbara Green          | 6–1, 6–3       |
| Виграш    | Січ 1955 | Thunderbird Invitational Phoenix, Arizona, США                                                | Тверде   | Патрісія Каннінґ-Тодд  | 6–1, 6–1       |
| Виграш    | Лют 1955 | Shadow Mountain Club Invitational Palm Desert, Каліфорнія, США                                | Тверде   | Barbara Breit          | 6–2, 6–3       |
| Виграш    | Бер 1955 | La Jolla Beach and Tennis Club Invitational La Jolla, Каліфорнія, США                         | Тверде   | Луїз Броу              | 8–6, 3–6, 6–2  |
| Виграш    | Тра 1955 | Southern California Sectional Championships Лос-Анджелес, США                                 | Тверде   | Луїз Броу              | 7–5, 6–4       |
| Виграш    | Тра 1955 | Wiesbaden (Німеччина) International                                                           | Ґрунт    | Elaine Watson          | 6–3, 6–2       |
| Виграш    | Лип 1955 | Irish Lawn Tennis Championships Fitzwilliam Lawn Tennis Club Dublin                           | Трава    | Дарлін Гард            | 6–2, 6–2       |
| Виграш    | Вер 1955 | Pacific Southwest Championships Los Angeles Tennis Club, Лос-Анджелес, США                    | Тверде   | Barbara Breit          | 6–1, 6–4       |
| Виграш    | Лют 1956 | Shadow Mountain Club Invitational Palm Desert, Каліфорнія, США                                | Тверде   | Дарлін Гард            | 6–4, 6–1       |
| Виграш    | Кві 1956 | Ojai Valley Tennis Турнір Охай, Каліфорнія, США                                               | Тверде   | Дороті Банді Cheney    | 7–5, 6–2       |
| Виграш    | Тра 1956 | Southern California Sectional Championships Лос-Анджелес, США                                 | Тверде   | Луїз Броу              | 6–3, 6–4       |
| Програш   | Сер 1957 | Santa Monica City Турнір Santa Monica, Каліфорнія, США                                        | Тверде   | Дороті Банді Cheney    | 3–6, 6–0, 4–6  |
| Виграш    | Жов 1957 | Balboa Bay Club Invitational Newport Beach, Каліфорнія, США                                   | Тверде   | Дороті Банді Cheney    | 6–4, 6–1       |
| Виграш    | Гру 1957 | U.S. Women's Hardcourt Championships La Jolla Beach and Tennis Club La Jolla, Каліфорнія, США | Тверде   | Мімі Арнолд            | 6–1, 6–1       |
| Виграш    | Січ 1958 | Thunderbird Invitational Phoenix, Arizona, США                                                | Тверде   | Луїз Броу              | 6–2, 3–6, 10–8 |
| Виграш    | Бер 1958 | Puerto Rican Invitational San Juan, Пуерто-Рико                                               | Тверде   | Алтея Гібсон           | 6–4, 10–8      |
| Виграш    | Вер 1958 | Pacific Southwest Championships Los Angeles Tennis Club, Лос-Анджелес, США                    | Тверде   | Дарлін Гард            | 6–3, 9–7       |
| Виграш    | Гру 1958 | U.S. Women's Hardcourt Championships La Jolla Beach and Tennis Club La Jolla, Каліфорнія, США | Тверде   | Karen Hantze           | 6–1, 8–6       |
| Виграш    | Лют 1959 | Shadow Mountain Club Invitational Palm Desert, Каліфорнія, США                                | Тверде   | Sally Moore            | 6–2, 6–2       |
| Програш   | Лип 1959 | U.S. Women's Hardcourt Championships Денвер, Колорадо, США                                    | Тверде   | Сандра Рейнольдс       | 3–6, 2–6       |
| Виграш    | Сер 1959 | Santa Monica City Турнір Lincoln Park Santa Monica, Каліфорнія, США                           | Тверде   | Diane Wootton          | 6–3, 6–2       |
| Виграш    | Вер 1959 | Pacific Southwest Championships Los Angeles Tennis Club, Лос-Анджелес, США                    | Тверде   | Марія Буено            | 4–6, 6–4, 6–3  |
| Виграш    | Жов 1959 | Pan American International Championships Мехіко, Мексика                                      | Ґрунт    | Патрісія Каннінґ-Тодд  | 6–1, 7–5       |

## Часова шкала турнірів Великого шлему
| W | Ф | ПФ | ЧФ | #Р | КТ | К# | DNQ | A | NH |

### Одиночний розряд
| Турнір                                 | 19471 | 1948  | 1949  | 1950  | 1951  | 1952  | 1953  | 1954  | 1955  | 1956  | 1957  | 1958  | 1959  | Career SR | В-П   |
| -------------------------------------- | ----- | ----- | ----- | ----- | ----- | ----- | ----- | ----- | ----- | ----- | ----- | ----- | ----- | --------- | ----- |
| Відкритий чемпіонат Австралії з тенісу |       |       |       |       |       |       |       |       |       |       |       |       |       | 0 / 0     | 0–0   |
| Відкритий чемпіонат Франції з тенісу   |       |       |       |       | ЧФ    |       |       |       | ПФ    |       |       |       |       | 0 / 2     | 6–2   |
| Вімблдонський турнір                   |       |       | A     |       | ПФ    |       |       |       | Ф     | ЧФ    |       |       | 2р    | 0 / 4     | 16–3  |
| Відкритий чемпіонат США з тенісу       | 3р    | ЧФ    | ЧФ    | ПФ    | 3р    |       |       | ЧФ    | ЧФ    |       |       | ПФ    |       | 0 / 8     | 22–7  |
| SR                                     | 0 / 1 | 0 / 1 | 0 / 1 | 0 / 1 | 0 / 3 | 0 / 0 | 0 / 0 | 0 / 1 | 0 / 3 | 0 / 1 | 0 / 0 | 0 / 1 | 0 / 1 | 0 / 14    |       |
| В-П                                    | 2–1   | 3–1   | 3–1   | 3–1   | 8–3   | 0–0   | 0–0   | 3–0   | 12–3  | 3–0   | 0–0   | 4–1   | 3–1   |           | 44–12 |

1In 1947, the French International Championships were held after the Wimbledon Championships.

### Парний розряд
| Турнір                                 | 1949  | 1950  | 1951  | 1952  | 1953  | 1954  | 1955  | 1956  | 1957  | 1958  | 1959  | Career SR | В-П  |
| -------------------------------------- | ----- | ----- | ----- | ----- | ----- | ----- | ----- | ----- | ----- | ----- | ----- | --------- | ---- |
| Відкритий чемпіонат Австралії з тенісу |       |       |       |       |       |       |       |       |       |       |       | 0 / 0     | 0–0  |
| Відкритий чемпіонат Франції з тенісу   |       |       | 1р    |       |       |       | П     |       |       |       |       | 0 / 2     | 4–1  |
| Вімблдонський турнір                   |       |       | ПФ    |       |       |       | ПФ    | 2р    |       |       | Ф     | 0 / 4     | 13–3 |
| Відкритий чемпіонат США з тенісу       | ЧФ    | ЧФ    | 2р    |       |       |       |       |       |       |       |       | 0 / 3     | 3–3  |
| SR                                     | 0 / 1 | 0 / 1 | 0 / 3 | 0 / 0 | 0 / 0 | 0 / 0 | 0 / 2 | 0 / 1 | 0 / 0 | 0 / 0 | 0 / 1 | 0 / 9     |      |
| В-П                                    | 2–1   | 1–1   | 4–3   | 0–0   | 0–0   | 0–0   | 7–1   | 1–0   | 0–0   | 0–0   | 5–1   |           | 20–7 |